# (38627) 2000 EV119
2000 EV119 (asteroide 38627) é um asteroide da cintura principal. Possui uma excentricidade de 0.18094000 e uma inclinação de 7.33027º.
Este asteroide foi descoberto no dia 11 de março de 2000 por LONEOS em Anderson Mesa.